# Geoff Hunt (peintre)
Pour les articles homonymes, voir Hunt.
Geoff Hunt, né en 1948, est un peintre de marine britannique. Il a été président de la Société Royale des Artistes de la Marine Britannique.

## Carrière
Hunt est probablement surtout connu auprès du grand public pour ses représentations de scènes de batailles navales ornant les couvertures des romans à succès Les Aubreyades de Patrick O'Brian, depuis 1988.